# 高橋昭五
髙橋 昭五（たかはし しょうご、1994年10月16日）は、日本のレスリング選手。
兵庫県明石市出身。三恵海運株式会社所属。

## 来歴
育英高校在籍時からインターハイをはじめ全国レベルでの実績を積み重ね、2012年の国民体育大会からグレコローマンに転向。
日本体育大学では、2014年JOC杯ジュニアの部で優勝、翌2015年全日本大学グレコローマン選手権優勝、さらに2016年全日本選抜選手権でも優勝。
大学卒業後、警視庁、神明精肉店を経て三恵海運株式会社レスリング班所属。
主な戦績（グレコローマンスタイル67キロ級）
2019年　全日本選手権優勝、全日本選抜選手権優勝
2020年　全日本選手権（72キロ級）　優勝
2021年　東京五輪世界最終予選　4強